# Nombre de Bouguer
Le nombre de Bouguer {\displaystyle (Bg)} est un nombre sans dimension utilisé en transfert thermique pour traiter des problèmes de transfert de chaleur par rayonnement dans un gaz chargé de particules,,.
Ce nombre porte le nom de Pierre Bouguer, physicien et mathématicien français.
On le définit de la manière suivante :
{\displaystyle Bg={\frac {3C\lambda _{r}}{c\,\rho _{p}\,d_{p}}}}
avec :
- C - rapport masse des particules/volume du mélange gaz-solide
- λr - libre parcours moyen du rayonnement
- ρp - masse volumique des particules
- dp - diamètre moyen des particules
- c - constante valant 2[1] ou 4[4],[3],[2]

Le symbole de ce nombre n'est pas clairement défini : Bu, Bou ou Bg.